# Anders Björgerd
Anders Björgerd, född 8 november 1920, död 18 juli 2017 i Lund, var vice VD för Sveriges största börsnoterade energibolag, Sydkraft AB, åren 1970-1987. Björgerd startade sin karriär på Siemens AG och jobbade sedan som ingenjör på ASEA innan han anställdes av Sydkraft i Malmö.
Även hans far, Teodor Jonsson (grundare och tidigare ägare av energikonsultbolaget Swedpower AB), påbörjade sin karriär som ingenjör för Sydkraft som då gick under namnet Sydsvenska Kraftaktiebolaget. Under slutet av 1920-talet ändrade Jonsson sitt efternamn till Björgerd. 
Björgerd var även styrelseordförande för Sydgas AB, ett helägt dotterbolag till Sydkraft och en av Skandinaviens största aktörer inom LPG (Liquefied Petroleum Gas).
Björgerd invaldes 1965 som ledamot av Ingenjörsvetenskapsakademien.